# Sztearil-alkohol
A sztearil-alkohol, más néven oktadekán-1-ol a zsíralkoholok közé tartozó szerves vegyület, képlete CH3(CH2)16CH2OH. Fehér színű, vízben oldhatatlan szilárd anyag. Széles körben használják gyanták, parfümök, kozmetikumok, kenőanyagok összetevőjeként. Alkalmazzák lágyítószerként, emulgálószerként, valamint különféle kenőcsökben sűrítőszerként, továbbá samponokban, balzsamokban.
A sztearil-alkoholt sztearinsav vagy sztearinsavat tartalmazó zsírok katalitikus hidrogénezésével lehet előállítani. Toxicitása alacsony.

## Fordítás
Ez a szócikk részben vagy egészben  a   Stearyl alcohol című angol Wikipédia-szócikk ezen változatának fordításán alapul.  Az eredeti cikk szerkesztőit annak laptörténete sorolja fel. Ez a jelzés csupán a megfogalmazás eredetét és a szerzői jogokat jelzi, nem szolgál a cikkben szereplő információk forrásmegjelöléseként.

## Extra link
- International Programme on Chemical Safety| Egyértékű alkoholok  | \| Primer \| - metanol - etanol - propanol - n-butanol - izobutanol - 1-Pentanol - 1-Hexanol - 1-Heptanol - 1-Oktanol - 1-Nonanol - 1-Dekanol - dodekanol - 1-Tetradekanol - cetil-alkohol - sztearil-alkohol - arachidil-alkohol - 1-Tetrakozanol - 1-Hexakozanol - 1-Heptakozanol - 1-Oktakozanol - 1-Nonakozanol - triakontanol - 1-Dotriakontanol - polikozanol - benzil-alkohol \| \| Szekunder \| - izopropanol - 2-Butanol - 2-Pentanol - 3-Pentanol - 2-Hexanol - 3-Hexanol - 2-Heptanol - 3-Heptanol \| \| Tercier \| - terc-butanol - terc-amil alkohol - 2-Metil-2-pentanol \| |
| Többértékű alkoholok | - etilénglikol - glicerin - etohexadiol |
| Primer               | - metanol - etanol - propanol - n-butanol - izobutanol - 1-Pentanol - 1-Hexanol - 1-Heptanol - 1-Oktanol - 1-Nonanol - 1-Dekanol - dodekanol - 1-Tetradekanol - cetil-alkohol - sztearil-alkohol - arachidil-alkohol - 1-Tetrakozanol - 1-Hexakozanol - 1-Heptakozanol - 1-Oktakozanol - 1-Nonakozanol - triakontanol - 1-Dotriakontanol - polikozanol - benzil-alkohol |
| Szekunder            | - izopropanol - 2-Butanol - 2-Pentanol - 3-Pentanol - 2-Hexanol - 3-Hexanol - 2-Heptanol - 3-Heptanol |
| Tercier              | - terc-butanol - terc-amil alkohol - 2-Metil-2-pentanol |

| Primer    | - metanol - etanol - propanol - n-butanol - izobutanol - 1-Pentanol - 1-Hexanol - 1-Heptanol - 1-Oktanol - 1-Nonanol - 1-Dekanol - dodekanol - 1-Tetradekanol - cetil-alkohol - sztearil-alkohol - arachidil-alkohol - 1-Tetrakozanol - 1-Hexakozanol - 1-Heptakozanol - 1-Oktakozanol - 1-Nonakozanol - triakontanol - 1-Dotriakontanol - polikozanol - benzil-alkohol |
| Szekunder | - izopropanol - 2-Butanol - 2-Pentanol - 3-Pentanol - 2-Hexanol - 3-Hexanol - 2-Heptanol - 3-Heptanol |
| Tercier   | - terc-butanol - terc-amil alkohol - 2-Metil-2-pentanol |

| Egyértékű fenolok  | - fenol - krezol - propofol - butil-hidroxi-toluol                                    |
| Többértékű fenolok | - pirokatechin - rezorcin - hidrokinon - hidroxihidrokinon - floroglucin - pirogallol |